# Reggery Gravenbeek
Reggery Regilio Gravenbeek (Rotterdam, 27 juni 1985) is een  Nederlandse filmmaker van Surinaamse afkomst. Hij staat bekend als initiatiefnemer en coproducent van de film De Druk. Daarnaast geeft hij als ervaringsdeskundige op het gebied van (jeugd)criminaliteit lezingen met stichting Team Enkelband.

## Biografie

### Jeugd
Gravenbeek groeide op in de Rotterdamse wijk Zuidwijk, een probleemwijk in het zuiden van het Rotterdamse stadsdeel Charlois. Ondanks dat hij uit een omgeving komt waar veel jongeren in de criminaliteit belanden, stond hij bekend om zijn aanleg voor sport. Als tiener was hij dan ook een positieve voorbeeld voor de kinderen in zijn buurt.
Gravenbeek raakte betrokken bij een steekincident waarbij hij twee keer in zijn gezicht werd gestoken. Dit zag hij als een vorm van eer- en gezichtsverlies dat alleen te herstellen was door wraak. Hij werd uiteindelijk in 2006 met twee jeugdvrienden gearresteerd voor een schietpartij met dodelijke afloop. Ze worden uiteindelijk in hoger beroep ook voor drugshandel en wapenbezit veroordeeld tot 12 jaar celstraf.

### Film
Na bijna 7 jaar detentie komt Gravenbeek in 2012 door goed gedrag vervroegd vrij. Een vriendin werkzaam in de filmindustrie vraagt hem of hij kan invallen voor een figurant die zich ziek gemeld heeft, en vervolgens ging hij zich richten op acteren. Na een bijrol in de film guys night van Bardo Ellens en een gastrol in de aflevering 'leren hosselen' uit Marokkaan geeft rijles van Mert Ugurdiken en Dylan Haegens verschoof zijn interesse naar het werk achter de camera. In 2017 kreeg Gravenbeek van Hans Groenendijk de kans om mee te doen met het 48 Hour Film Project Rotterdam omdat een ander team zich op het laatste moment terugtrok. Met de film Stalkers waarin hij zelf een hoofdrol speelde mocht hij als teamleider/producent de publieksprijs in ontvangst nemen en eindigde in de top 4 van de beste films.

## De Druk
Met hulp van Rotterdamse artiesten en ambtenaren gaat Gravenbeek aan de slag met het verfilmen van zijn verhaallijn. Hier ontstond het idee om de film te koppelen aan een project waarbij de film vertoont wordt aan jongeren en professionals om het maatschappelijke probleem van de druk van straatcultuur bespreekbaar te maken. OPEN Rotterdam en gemeente Rotterdam besloten met steun van gebiedscommissies Charlois en Feijenoord (wijk) de film en het project te financieren. De film is op 26 oktober 2017 in première gegaan in theater Zuidplein.